# Indila
Indila, pseudonimo di Adila Sedraïa (Parigi, 26 giugno 1984), è una cantautrice e compositrice francese.

## Biografia
Nata nella capitale francese, si definisce "bambina del mondo". La sua famiglia ha molteplici origini: algerine, cambogiane, indiane ed egiziane. Parla correntemente quattro lingue: il francese, l'inglese, l’arabo e l'hindi, lingue che usa anche per cantare le sue canzoni.
Le sue influenze musicali sono Michael Jackson, Ismaël Lô, Concha Buika, Warda Al-Jazairia, Jacques Brel e Lata Mangeshkar. Durante la sua carriera ha collaborato con diversi importanti artisti del panorama musicale francese, tra cui Rohff e Soprano. Il 13 novembre 2013 ha pubblicato il suo primo singolo da solista dal titolo Dernière danse, da lei composto e tratto dal suo album di debutto Mini World, uscito il 24 febbraio 2014. La canzone ha raggiunto la seconda posizione nella classifica musicale francese.
L'11 aprile 2014 esce il secondo singolo dell'album dal titolo Tourner Dans Le Vide. Il 27 giugno successivo pubblica il terzo singolo estratto dall'album dal titolo S.O.S.. Nell'autunno dello stesso anno pubblica sul suo canale YouTube Vevo, il nuovo singolo intitolato Love Story. Il 23 agosto 2019, dopo cinque anni di assenza, ritorna con il singolo Parle à ta tête che preannuncia l'uscita del suo secondo album.

## Discografia

### Album in studio
- 2014 – Mini World

### Singoli
- 2012 – Bye Bye Sonye
- 2013 – Dernière danse
- 2014 – Tourner dans le vide
- 2014 – S.O.S
- 2014 – Run Run
- 2014 – Love Story
- 2019 – Parle à ta tête

### Collaborazioni
- 2010 – Criminel con la band TLF
- 2010 – Poussière d'empire con il rapper francese Nessbeal
- 2010 – Hiro con il rapper francese Soprano
- 2011 – Thug Mariage con il rapper francese Rohff
- 2012 – Dreamin con il rapper francese Youssoupha
- 2010 – Yema con Kayna Samet
- 2015 – Garde l'équilibre con H Magnum
- 2020 – Carrousel con Amir